# Barrancas (Wenezuela)
Barrancas – miasto w Wenezueli, w stanie Barinas.